# Osório Duque-Estrada
Osório Duque-Estrada   (Paty do Alferes, 19 d'abril de 1870 - Rio de Janeiro, 5 de febrer de 1927) va ser un diplomàtic, escriptor parnassianista, crític literari i professor brasiler. És famós per escriure el 1909 un poema que es convertiria en la lletra de l'Himne Nacional Brasiler el 1922.
Va ocupar la 17a cadira de l'Academia Brasileira de Letras des de 1915 fins a la seva mort, el 1927.

## Biografia
Duque-Estrada va néixer a Paty do Alferes, estat de Rio de Janeiro, l'any 1870. Era fill del tinent coronel Luís de Azeredo Coutinho Duque-Estrada i Mariana Delfim Duque-Estrada. El seu padrí va ser Manuel Luís Osório, el marquès d'Herval. Va ser enviat al Col·legi Pedro II l'any 1882 i es va graduar en literatura el 1888. Dos anys abans, va publicar el seu primer llibre de poesia, Alvéolos.

## Carrera
El 1887 va debutar escrivint en a diaris, com A Cidade do Rio, col·laborant amb José do Patrocínio. L'any 1888 va començar a defensar la proclamació de la República al Brasil, juntament amb Antônio da Silva Jardim. El 1889 es va traslladar a São Paulo per estudiar a la Facultat de Dret de la Universitat de São Paulo, però abandonarà aquests estudis el 1891, per convertir-se en diplomàtic. Serviria com a secretari al Paraguai, romanent-hi durant un any.
Després d'abandonar la carrera diplomàtica, esdevingué funcionari del departament d'educació de Minas Gerais, bibliotecari i professor de francès. Tornaria a Rio, on va ser mestre al Colégio Pedro II, però deixaria el càrrec per dedicar-se de nou al periodisme, treballant com a crític literari al Jornal do Brasil. Els seus articles serien recopilats i publicats l'any 1924, amb el nom de Crítica e Polêmica.
Va morir tres anys després, el 1927, a Rio de Janeiro.

## Himne del Brasil
Després de declarar la República l'any 1889, els successius governs brasilers van creure convenient modificar la lletra de l'Himne Nacional. L'any 1909 es va obrir un concurs, a proposta de l'acadèmic Coelho Neto, per escollir una nova lletra tot mantenint la música composta per Francisco Manuel da Silva el 1831.
La lletra de Duque-Osório va guanyar el concurs i, després de patir unes modificacions, va ser oficialitzada el 1922, just a temps per la commemoració del I Centenari de la Independència del Brasil.

## Obres
- Alvéolos (1886)
- A Aristocracia do Espírito (1889)
- Flora de Maio (1902)
- O Nord (1909)
- Anita Garibaldi (1911)
- A Arte de Fazer Versos (1912)
- Dicionário de Rimas Ricas (1915)
- A Abolição (1918)
- Crítica e Polèmica (1924)